# Batlló (motocicleta)
Batlló fou una marca catalana de motocicletes i velomotors de velocitat, fabricades durant els anys 60 i 70 a Barcelona prenent com a base les Derbi 74GS i OSSA 250 cc.